# Gasheizofen

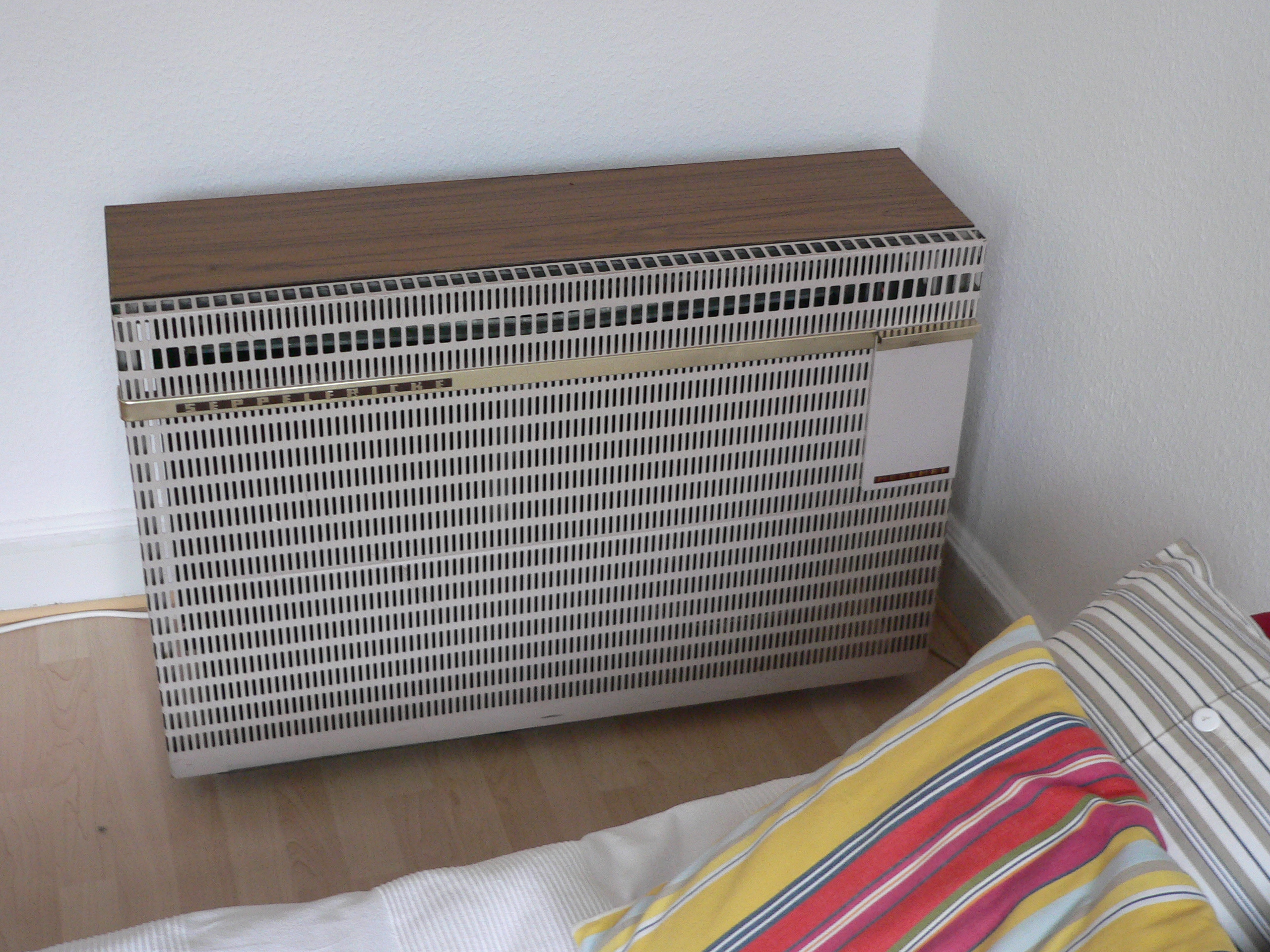
Gas-Heizofen der Firma Seppelfricke

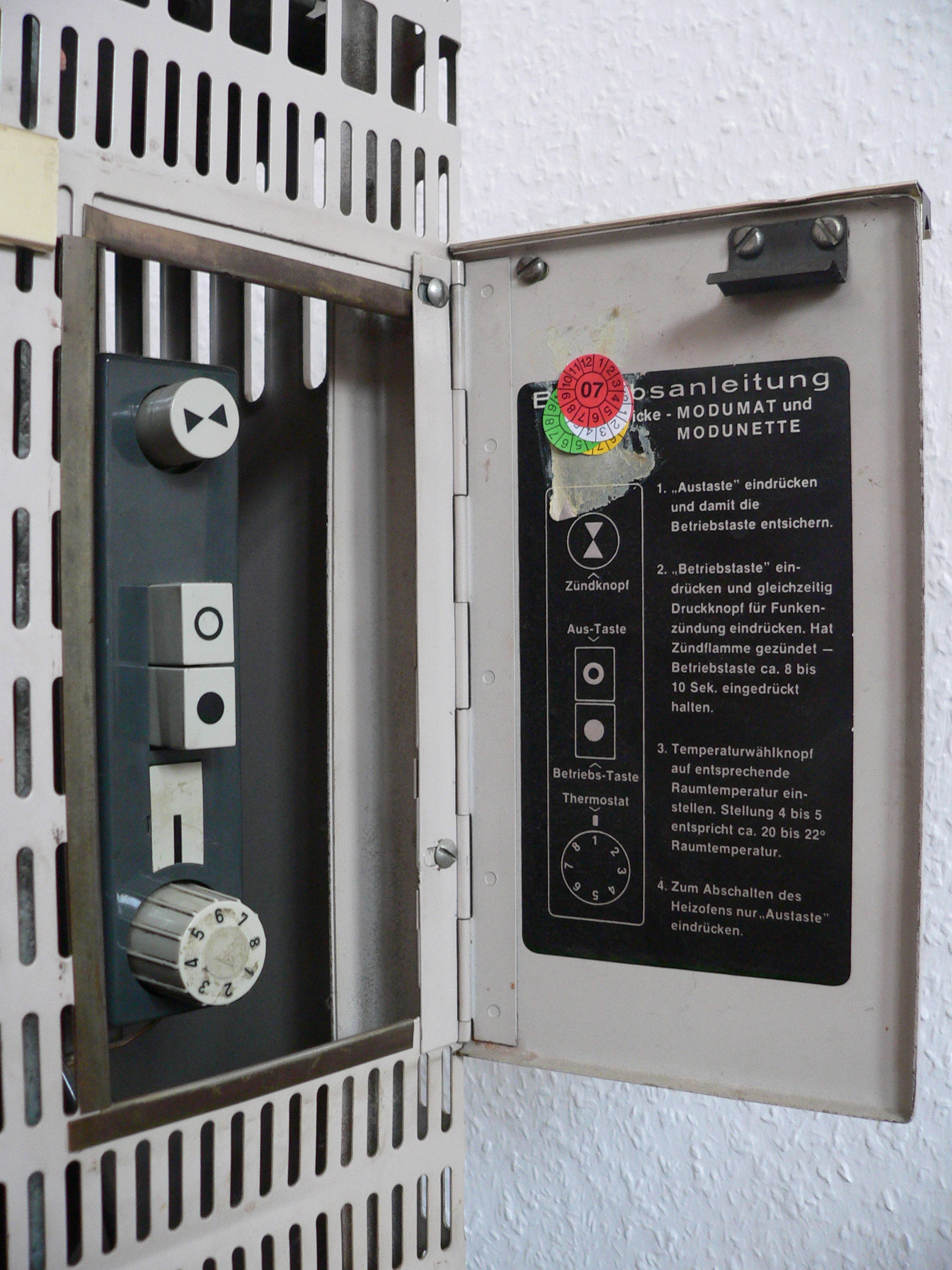
Bedienungselemente eines Gasofens:
a) runder Drucktaster zum Erzeugen des Zündfunkens (wie beim Piezofeuerzeug) an der Zündflamme;
b) rechteckige Aus- und Eintaster, wobei letzterer nach dem Zünden eine Zeit lang gehalten werden muss, bis die Temperaturkontrolle an der Zündflamme das Gasventil offen hält;
c) runder Thermostat für den Gasbrenner

Ein Gasheizofen, kurz Gasofen, ist ein mit Gas als Brennstoff betriebene Warmluftheizung bzw. Zimmerofen.

## Geschichte
Erwähnt in der Fachliteratur werden diese Art Öfen seit der Jahrhundertwende. Gasheizöfen waren als Einzelheizungen früher weit verbreitet. Nach dem Zweiten Weltkrieg wurden sie häufig in Altbauten verwendet, wo sie an die ohnehin vorhandenen Schornsteine angeschlossen werden konnten. Die zumeist mit Stadt- oder Erdgas betriebenen Öfen dienten vorzugsweise zur kurzzeitigen Beheizung von weniger genutzten Zimmern oder kleinen Räumen wie Bäder, Dielen, Küchen usw.

## Arten
Im Wesentlichen unterschied man drei Ausführungen:
- Gaskonvektoren,
- Gasradiatoren und
- mit Gasbrenner ausgestattete Kachelöfen.

Im 21. Jahrhundert hat die Bedeutung von Gasöfen als Einzelheizung stark nachgelassen. Im Gegensatz dazu erlangten Gaszentralheizungen eine starke Bedeutung. Hierbei wird in einem mit Gas beheizten Heizungskessel Wasser erhitzt, welches die Heizkörper einer Wohneinheit (Etagenheizung) oder eines ganzen Gebäudes erwärmt.
Nachteil von Gasöfen ist der vergleichsweise hohe Gasverbrauch, vor allem wenn mehrere Räume eines Hauses mit jeweils einem Ofen geheizt werden sollen. Ein Vorteil ist, dass Gasöfen (anders als eine Zentralheizung) keine Stromversorgung benötigen und daher auch bei einem Stromausfall – oder wo generell kein Strom zur Verfügung steht – funktionieren. Zentralheizungen müssen zudem bei Frostgefahr auch in nur gelegentlich bewohnten Gebäuden in Betrieb gehalten werden damit das Wasser in den Leitungen und Heizkörpern nicht einfriert, bei Gasöfen entfällt dies. Daher können Gasöfen auch z. B. für Gartenlauben oder Ferienhäuser verwendet werden, hier ist allerdings meist ein Betrieb mit Flaschengas notwendig, da in der Regel kein Anschluss an das Erdgasnetz vorhanden ist. Gasöfen können entweder an einen Schornstein angeschlossen werden oder mit einem direkten Außenabzug versehen sein, der durch die hinter dem Ofen liegende Wand ins Freie führt. In diesem Fall kann auch die notwendige Verbrennungsluft von außen angesaugt werden. Ein weiterer Nachteil ist die hohe Oberflächentemperatur der Öfen, durch die in der Raumluft enthaltener Staub verschwelt was zu dunklen Ablagerungen auf Wänden und Einrichtungsgegenständen führt.
Vor allem als optisches Gestaltungselement gibt es auch Gaskamine oder gasbetriebene Kaminofen, teilweise mit Holzimitation aus Keramik oder optisch eindrucksvollen hohen Flammen und neuerdings mit Funkfernbedienung. Gaskamine sind vor allem in England und den Benelux-Ländern verbreitet. Sie sind vor allem als Raumzusatzheizung gedacht und dürfen meist nicht als alleinige Heizquelle dienen. Durch neue aktive Abluftsysteme mit Ventilator, die bis 20 m Länge auch winkelige Verläufe erlauben und relativ dünne Querschnitte haben (10 cm), lassen sich Gaskamine inzwischen an vielen Stellen platzieren.